# Eliporto di Città del Vaticano
L'eliporto di Città del Vaticano, in latino Portus helicopterorum Civitatis Vaticanae, è l'unico eliporto dello Stato della Città del Vaticano ed è ubicato nei Giardini Vaticani. La struttura è dotata di una piazzola per l'atterraggio (TLOF) in cemento, lunga 25 m e larga 18 m con orientamento 1/19, collegata ad una piazzola per la sosta e l'altitudine è di 75 m. L'eliporto è gestito dalla Santa Sede ed effettua attività secondo le regole e gli orari VFR. È utilizzato dal pontefice per brevi viaggi e dai capi di stato in visita dal pontefice.

## Storia
L'eliporto fu voluto da papa Paolo VI (1963-1978) nel 1976 e fu costruito su uno dei bastioni delle mura leonine all'estremità occidentale del piccolo stato. Nel 1978 per volontà di papa Giovanni Paolo II fu installata un'immagine bronzea della Madonna Nera di Częstochowa (Polonia). Nel 2003, in occasione della visita pastorale a Pompei di papa Giovanni Paolo II, la struttura fu munita di un piccolo ascensore per facilitare l'imbarco dato che il pontefice aveva difficoltà nei movimenti.
Il 19 giugno 2011 papa Benedetto XVI ha raggiunto San Marino ed è tornato all'eliporto da Pennabilli durante la sua visita pastorale nella diocesi di San Marino-Montefeltro.

Il 28 febbraio 2013 papa Benedetto XVI ha utilizzato l'eliporto per lasciare la Città del Vaticano dopo la sua rinuncia al pontificato, andando a risiedere temporaneamente nel Palazzo Pontificio di Castel Gandolfo.

Il 23 marzo 2013 è stato utilizzato da papa Francesco per la visita al papa emerito Benedetto XVI nel Palazzo Pontificio di Castel Gandolfo.
A disposizione del papa è un elicottero AW139 dell'Aeronautica Militare, che ha recentemente sostituito il Sikorsky SH-3D utilizzato per molti anni.

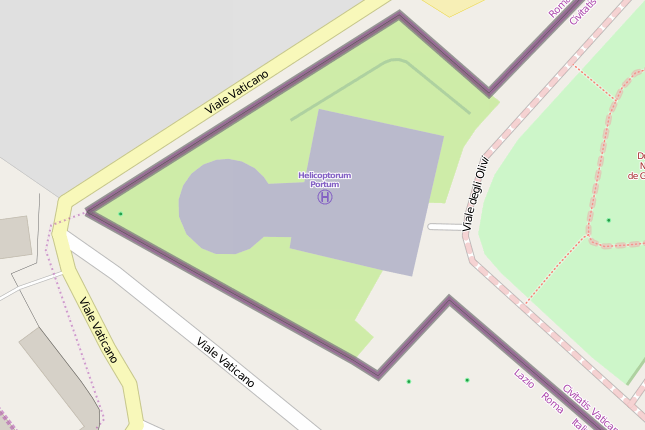
Cartina dell'Eliporto di Città del Vaticano.